# Gaustad (metrostation)
Gaustad is een metrostation in de Noorse hoofdstad Oslo. Het station werd geopend op 31 mei 1898 en wordt bediend door lijn 1 van de metro van Oslo.